# Ostrowąsy (województwo zachodniopomorskie)
Ostrowąsy (niem. Wusterhanse) – wieś w Polsce położona w województwie zachodniopomorskim, w powiecie szczecineckim, w gminie Barwice, nad strugą Gęsią.
Była to wieś lenna rodu von Zastrow, pozostawała w ich władaniu od średniowiecza aż po 2 połowę XIX w. Po nich wieś była własnością rodziny von Heydebreck. Za ich czasów powstała większość budynków gospodarczych. 1,5 km na zachód od wsi Gardzka Góra porośnięta starym lasem, znajduje się tu grodzisko wyżynne pierścieniowate z X-XII w. z cmentarzyskiem.

## Zabytki
- Kościół p.w. M.B. Różańcowej, salowy o konstrukcji szachulcowej, z XVI w., w obecnej formie z 1728 r.
- Pozostałości pałacowego parku krajobrazowego z XVIII w.
- Cmentarz rodzinny w parku pałacowym;
- Pozostałości miejscowego cmentarza;

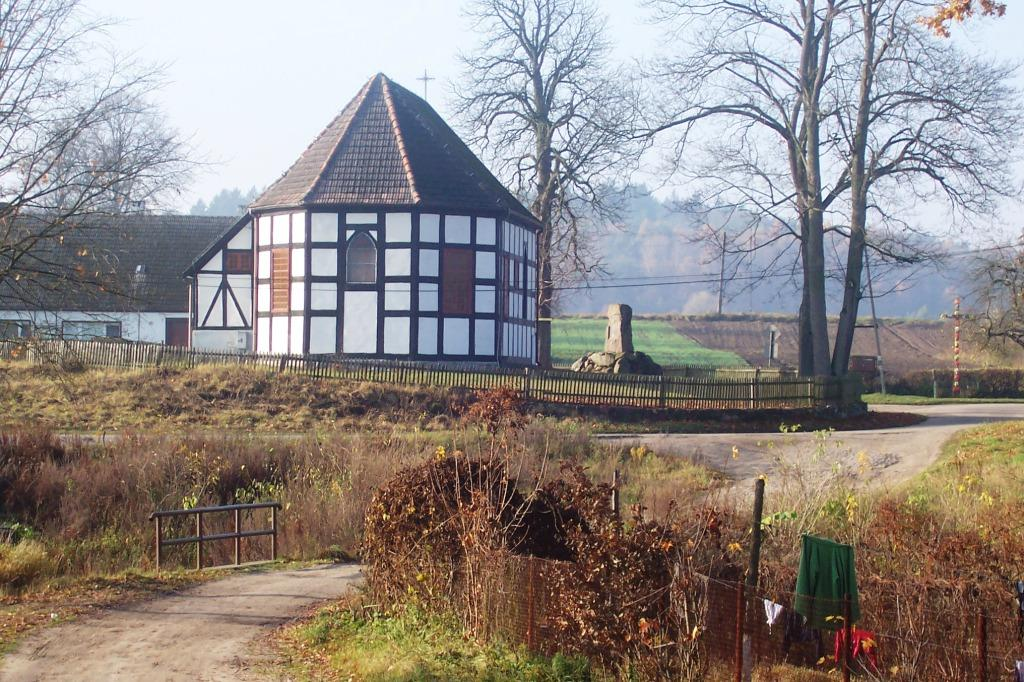
Kościół; widok od strony wschodniej

- Ruiny pałacu.